# Зеленский съезд
Зеле́нский съезд — улица в историческом центре Нижнего Новгорода. Проходит вдоль засыпанного рва, защищавшего Нижегородский кремль, от улицы Широкой до площади Минина и Пожарского и улицы Добролюбова.

## Название
Съезд получил своё имя от порохового склада с водяной мельницей (Зелейного двора), который находился в Почаинском овраге. По другой версии, название съезда идёт от оксида меди зелёного цвета, которая стекала по склону из кузниц, располагавшихся на месте площади Минина и Пожарского. Иногда Зеленский съезд называют «Трубой» из-за его узкости.

## История
Зеленский съезд был проложен в 1834 году с Благовещенской площади (ныне — площадь Минина и Пожарского) к берегу Волги. До появления этого съезда основной дорогой к реке служил Ивановский съезд, проходящий через Дмитриевскую и Ивановскую башни кремля. В наши дни Зеленский съезд является одной из главных дорог, соединяющих Нагорную и Заречную части города.
В последнее время на склонах Зеленского съезда происходят частые оползни из-за дождей и грунтовых вод.

## Достопримечательности

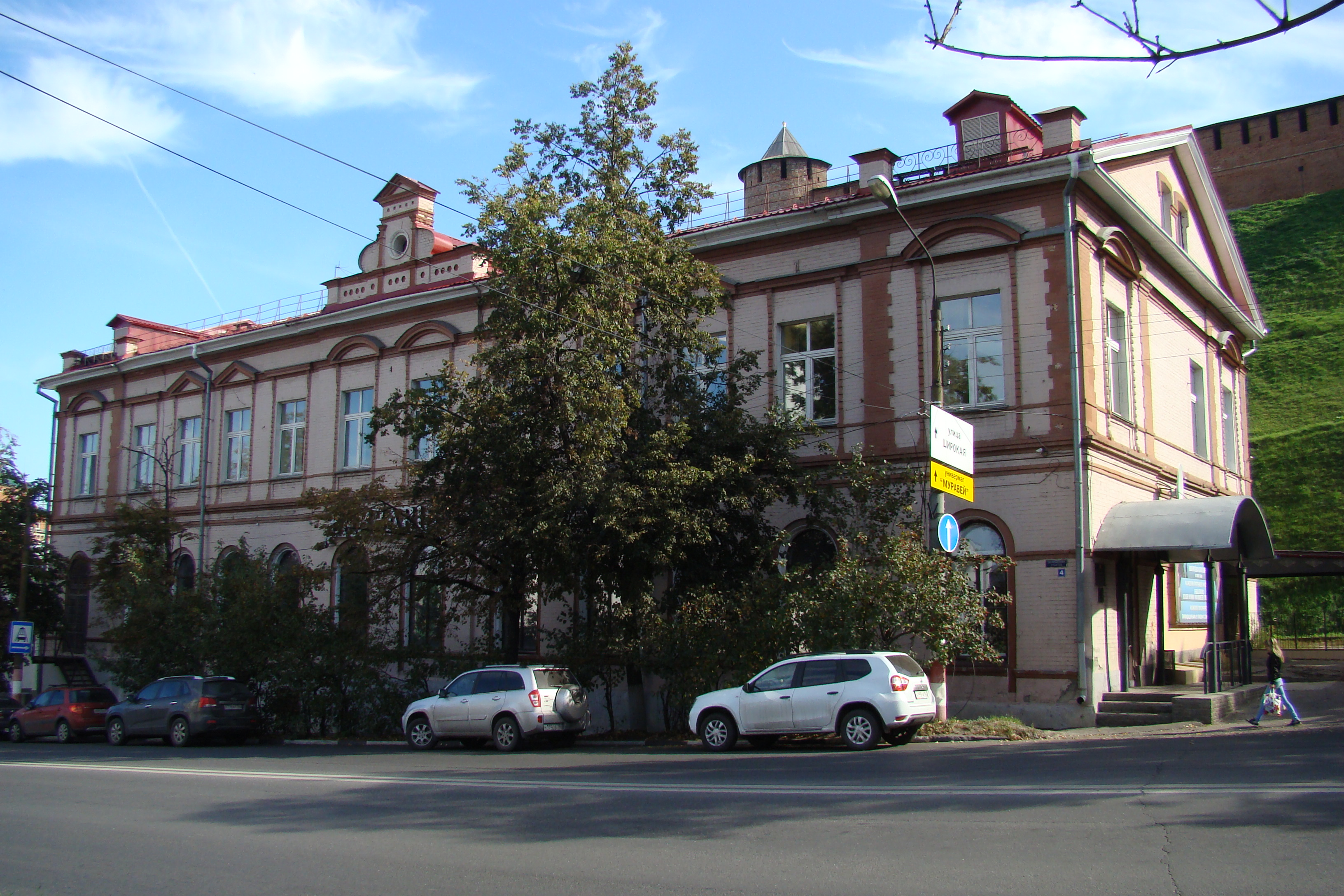
Доходный дом Бугровых (торговый корпус)

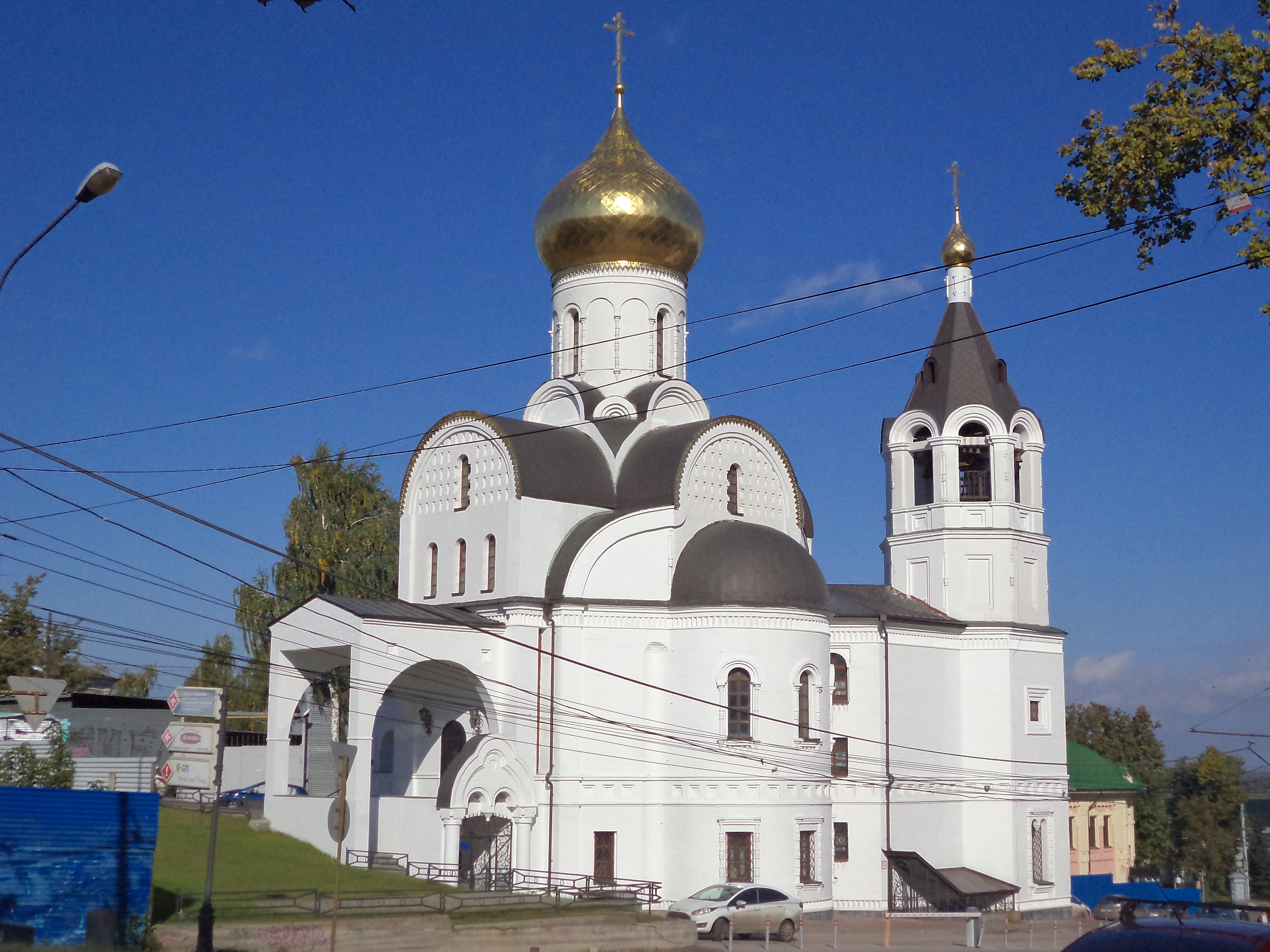
Казанская церковь

В доме № 4 по Зеленскому съезду раньше располагался доходный дом купцов Бугровых. В 1883 году Бугровы вложили в банк 30 тысяч рублей, чтобы на дивиденды от вклада содержать Ночлежный дом, но этих средств оказалось недостаточно.
В 1885 году Николай Александрович Бугров решил построить двухэтажный городской торговый корпус близ Гостиного двора, на доходы от которого и должен был содержаться Ночлежный дом. Проект дома разработал Владимир Максимович Лемке. В 1888 году под надзором архитектора Фалина дом был построен. От найма лавки на первом этаже за первый год было получено 3000 рублей. Суммарно, дом приносил доход на сумму более 4000 рублей в год, чего, по мнению властей, хватало на содержание Ночлежного дома, обходившегося в 3500 рублей.
В доме № 8 располагается дом причта Нижнепосадской Казанской церкви. Сама церковь, снесённая в советское время и восстановленная по новому проекту в 2006—2012 годах, находится напротив бывшего доходного дома Бугровых, на пересечении Зеленского съезда и Ильинской улицы.